# Западный (Ильинское сельское поселение)
За́падный — хутор в Белокалитвинском районе Ростовской области.
Входит в состав Ильинского сельского поселения.

## География
Хутор расположен в 60 км (по дорогам) северо-восточнее города Белая Калитва (райцентр). Хутор находится на правом берегу реки Берёзовая. Севернее проходит граница с Тарасовским районом области.
Ну хуторе имеется одна улица: Западная.

## Население
| 1989 | 2002 | 2010 |
| ---- | ---- | ---- |
| 22   | ↘15  | ↘5   |